# 1930년 브리티시 엠파이어 게임
1930년 브리티시 엠파이어 게임(영어: 1930 British Empire Games)은 지금의 코먼웰스 게임의 전신인 '브리티시 엠파이어 게임'의 첫번째 대회로, 1930년 8월 16일부터 23일까지 캐나다 온타리오주 해밀턴에서 열렸다.

## 개최
캐나다 해밀턴에서 발행되는 지역 신문인 해밀턴 스펙테이터의 스포츠 기자였던 보비 로빈슨 (Bobby Robinson)이 네덜란드 암스테르담에서 열린 1928년 하계 올림픽에서 캐나다 육상팀 감독으로 출전할 당시, 대영제국 국가들을 위한 올림픽 행사를 열면 어떨까라는 아이디어에서 대회 개최를 제안하였다. 올림픽에서 만난 각 인사들과 대회 개최를 논의하던 로빈슨은 본고장인 해밀턴에서 초대 대영제국 대회의 조직을 맡아 달라는 요청을 받아들이기에 이른다.
당시 개최종목으로는 육상, 권투, 론볼 (볼링의 일종), 조정, 수영, 레슬링이 선정되었다. 여자 선수는 수영 경기에만 출전하였다. 개막식을 비롯한 여러 부대행사는 해밀턴시 동부의 시립경기장 (지금의 아이버 와인 스타디움)에서 열렸다.
1930년 8월 16일 윌링던 경 (Lord Willingdon) 당시 캐나다 총독이 개막을 선언하면서 대회가 공식적으로 시작되었다. 그로부터 몇시간 뒤에 캐나다 삼단뛰기 선수 고든 스몰러컴 (Gordon Smallacombe)이 대회 첫 금메달을 획득하였다.
당시 보비 로빈슨은 우승자에게 고위 인사가 메달을 수여할 수 있는 시상대를 사용하자는 아이디어를 내었는데, 이는 올림픽 대회에서도 1932년 동계 올림픽부터 메달 시상식을 진행하는 계기로 작용하였다.

## 경기 종목
- 수상  (자세히)
  -  다이빙 (자세히)
  -  수영 (자세히)
- 육상 (자세히)
- 복싱 (자세히)
- 론볼 (자세히)
- 조정 (자세히)
- 레슬링 (자세히)

## 참가국

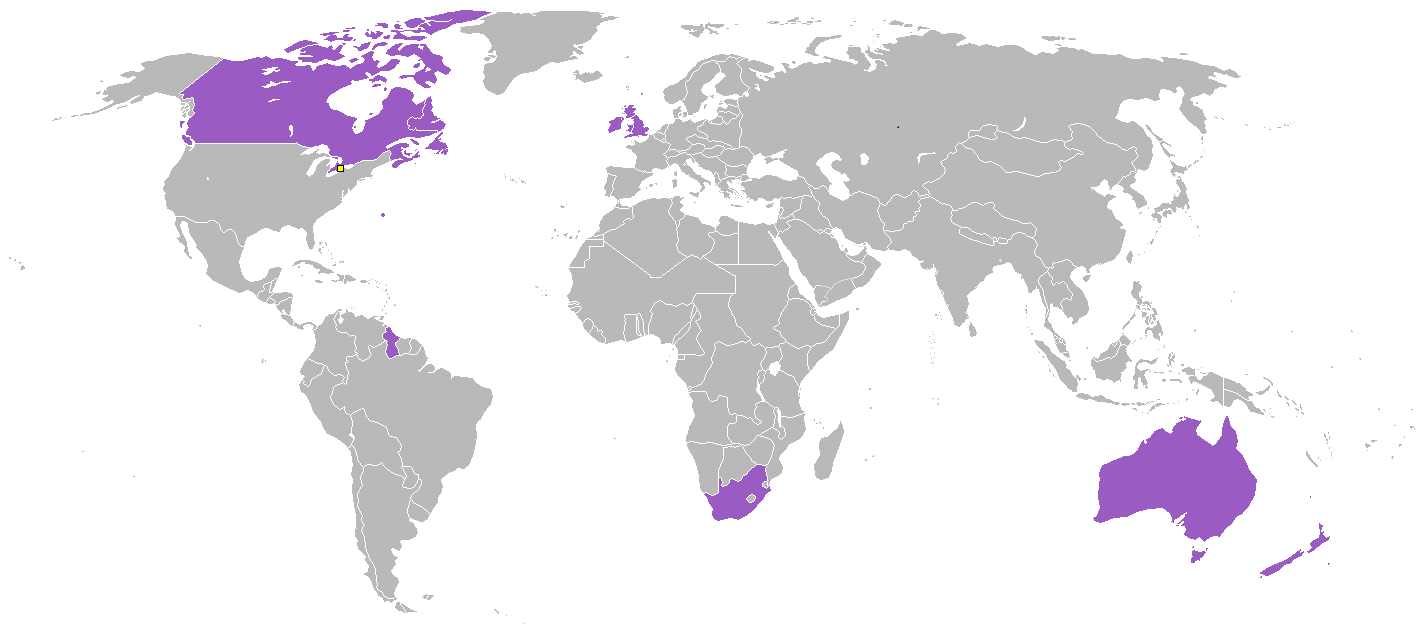
참가국 지도

제1회 브리티시 엠파이어 게임에는 총 11개 국가가 참가했다.
- 오스트레일리아 (51)
- 버뮤다 (1)
- 영국령 기아나 (4)
- 캐나다 (86)
- 잉글랜드 (60)
- 아일랜드 (59)
- 뉴펀들랜드 (16)
- 뉴질랜드 (37)
- 스코틀랜드 (22)
- 남아프리카 공화국 (12)
- 웨일스 (50)

## 메달 순위
| 순위       | 나라              | 금 | 은 | 동 | 합계 |
| ---------- | ----------------- | -- | -- | -- | ---- |
| 1          | 잉글랜드          | 25 | 23 | 13 | 61   |
| 2          | 캐나다*           | 20 | 15 | 19 | 54   |
| 3          | 남아프리카 공화국 | 6  | 4  | 7  | 17   |
| 4          | 뉴질랜드          | 3  | 4  | 2  | 9    |
| 5          | 오스트레일리아    | 3  | 4  | 1  | 8    |
| 6          | 스코틀랜드        | 2  | 3  | 5  | 10   |
| 7          | 웨일스            | 0  | 2  | 1  | 3    |
| 8          | 영국령 기아나     | 0  | 1  | 1  | 2    |
| 9          | 아일랜드          | 0  | 1  | 0  | 1    |
| 합계 (9개) | 합계 (9개)        | 59 | 57 | 49 | 165  |

## 경기장
대회가 열린 경기장은 다음과 같았다.
- 프린스 오브 웨일즈 공립학교 – 남성용 숙소
- 로열 코넛 호텔 – 여성용 숙소
- 해밀턴 시립 스타디움 – 개회식과 폐회식, 육상 종목
- 해밀턴 시립 수영장 – 수영 종목